# Массовое убийство в ресторане «София»
Массовое убийство в ресторане «София» Северо-Осетинской АССР — преступление, совершённое тремя членами банды Хабалы Османова 10 октября 1979 года, ставшее одним из самых кровавых преступлений в истории СССР.

## Бандиты
История банды Хабалы Османова началась в местах лишения свободы, где её будущий лидер и двое его будущих сообщников — Аслан Гегиров и Руслан Губочиков — отбывали наказание по приговору суда. Освободившись, они решили заняться криминальным промыслом. Первоначально они совершали кражи скота в республиках Северная Осетия и Кабардино-Балкария. Затем бандиты нападали на частные дома, однако на Северном Кавказе в те годы практически у каждого дома хранилось огнестрельное оружие. Когда хозяин одного из домов чуть не расстрелял бандитов, те решили напасть на отделение Госбанка СССР, но, поскольку возле банка оказалось много милиционеров, налёт сорвался. Потом Османов, Гегиров и Губочиков нападали на автомобилистов, зачастую совершая абсолютно бессмысленные убийства. Добыча была минимальной, так как главарь банды запрещал брать драгоценности. Во время одного из нападений Руслан Губочиков случайно прострелил себе ногу, после чего тайно лечился дома. На замену ему Османов подобрал беглого особо опасного рецидивиста Кярова. 10 октября 1979 года бандиты решили напасть на находившийся в горном районе Северо-Осетинской АССР неподалёку от села Эльхотово ресторан «София».

## Массовое убийство
Вечером 10 октября 1979 года Османов, Гегиров и Кяров отправились к ресторану. Они были вооружены автоматами Калашникова и пистолетами ТТ. Возле ресторана они застрелили сначала собаку сторожа, а затем и выбежавшего на звуки выстрелов её хозяина. Убив сторожа, бандиты рассчитывали забрать деньги из кассы ресторана, однако, ворвавшись в банкетный зал, они увидели массу людей. Как оказалось, в тот вечер в ресторане праздновала свой день рождения начальница райпищеторга Сима Дзилихова. Не задумываясь о последствиях, Османов, Гегиров и Кяров открыли шквальный огонь по находившимся в банкетном зале. На месте были убиты сразу пять человек, ещё двоих бандиты убили, когда те пытались бежать из ресторана через двор. Два человека были тяжело ранены, но остались живы. Добычей преступников стали чуть более 700 рублей. Один из раненых, шофёр по профессии, сумел доползти до машины и доехать на ней до районной больницы в селе Эльхотово. Сотрудниками больницы была вызвана милиция. Второй была ранена женщина, во время налёта был убит её муж.
Жертвами убийц стали Сима Дзелихова, её гости, буфетчик, шеф-повар, официантка и сторож ресторана.

## Арест, следствие и суд над бандитами
Эксперты выяснили что автомат, из которого стреляли в ресторане, был похищен несколькими месяцами ранее в ходе разбойного нападения на СИЗО города Нальчика, а один из пистолетов за две недели до массового убийства использовался в ходе другого преступления. В конце октября 1979 года в селе Аушигер Кабардино-Балкарии жена Османова Тамара пожаловалась милиции на своего мужа: он напился и стал угрожать ей убийством. Двое милиционеров отправились на мотоцикле к дому Османовых, но Османов достал припрятанные во дворе пистолет и автомат и открыл огонь по милиционерам. Милиционеры бросились в укрытие, а Османов сел на их мотоцикл и попытался скрыться. Милиционеры открыли огонь по Османову и ранили его в обе ноги, но он сумел уехать. Во дворе дома Османова был найден тайник с оружием, после чего эксперты установили, что Османов стрелял по милиционерам из того же автомата, который использовался при нападении на ресторан. Османова  объявили во всесоюзный розыск, после чего в милицию позвонил житель одного из соседних сёл, в дом которого постучался раненый Османов. Османова задержали без единого выстрела. Следом за ним были арестованы и все остальные члены банды, которых было 16. 
В ходе следствия бандиты отказывались в чём-либо признаваться, а свидетели получали угрозы от родственников подсудимых. Судебный процесс решено было проводить на выездном заседании в городе Владимир, причём здание суда охраняли около 150 солдат внутренних войск с несколькими БТР, а в радиусе нескольких километров от здания дежурили около 300 милиционеров и сотрудников КГБ. В 1981 году Османова, Гегирова, Губочикова и Кярова Верховный Суд СОАССР приговорил к высшей мере наказания — смертной казни, остальные 12 членов банды получили сроки от 10 до 15 лет лишения свободы. Верховный Суд СССР оставил приговор без изменения, и приговор к смертной казни был приведён в исполнение.
О расстреле в Северной Осетии не было сообщено через средства массовой информации, но об этом преступлении знал весь Кавказ. Людей отпугивала страшная известность ресторана «София», так что вскоре он был закрыт, а потом и вовсе снесён.

## В культуре
- По мотивам массового убийства писателем Дамиром Дауровым была написана книга «Расстрел у святого Татартупа»[4].
- Массовому убийство посвящён 123 выпуск документальной телепередачи «Следствие вели…». Серия под названием «Расстрелянный банкет» вышла в 2009 году.

## Материалы по теме
- Фёдор Раззаков. Молодёжные банды. Гл. «Банда Османова».